# Vivaldi Moreira
Vivaldi Moreira (1912-2001) foi um jornalista, advogado, escritor e homem público de Minas Gerais. Nasceu na Fazenda do Tanque, em São Francisco do Glória, na Mata Mineira; cursou as primeiras letras em Carangola e, no Rio de Janeiro, bacharelou-se pela Faculdade Nacional de Direito, na turma de 1937, enquanto trabalhava na imprensa. Regressando a Minas em 1940, advogou no interior por apenas um ano e se fixou em Belo Horizonte. Foi sucessivamente advogado e editor da "Revista da Associação Comercial de Minas Gerais"; editorialista da "Folha de Minas"; fundador do jornal mensal "Minas em Foco"; auditor do Tribunal de Contas do Estado e conselheiro desse tribunal, chegando a presidi-lo por duas vezes. 
Foi diretor-geral da Imprensa Oficial do Estado. Eleito em 1959 para a Academia Mineira de Letras, tornou-se em 1988 seu presidente-perpétuo por eleição unânime de seus membros. Publicou 23 livros de ensaios: o primeiro, em 1951, "Sociologia da crise", sobre a obra do filósofo Ortega y Gasset; o último, em 1999, "Cobras e lagartos", análise crítica de autores nacionais e estrangeiros. Mereceu honras do Estado de Minas em seu funeral.